# Adoretus juengeri
Adoretus juengeri är en skalbaggsart som beskrevs av Frey 1968. Adoretus juengeri ingår i släktet Adoretus och familjen Rutelidae. Inga underarter finns listade i Catalogue of Life.